# 777 (album)
777 – debiutancki album studyjny polskiego rapera Zeamsone. Wydawnictwo ukazało się 29 września 2018 za pośrednictwem wytwórni muzycznej My Music.
Album jest utrzymany w stylu muzyki hip-hop. Składa się z wersji standardowej (1 CD).
Płyta dotarła do 6. miejsca polskiej listy sprzedaży – OLiS.

## Lista utworów
Opracowano na podstawie materiału źródłowego. 
| 777 – Wersja standardowa | 777 – Wersja standardowa                 | 777 – Wersja standardowa |
| Nr                       | Tytuł utworu                             | Długość                  |
| ------------------------ | ---------------------------------------- | ------------------------ |
| 1.                       | „Ain't Trippin'”                         | 2:54                     |
| 2.                       | „XD”                                     | 2:20                     |
| 3.                       | „Jedna noc”                              | 4:00                     |
| 4.                       | „Bb remix”                               | 2:30                     |
| 5.                       | „Rosegold”                               | 2:32                     |
| 6.                       | „Metro” (oraz Wac Toja)                  | 3:22                     |
| 7.                       | „777 Ways To Me Heaven”                  | 1:20                     |
| 8.                       | „San Andreas”                            | 3:18                     |
| 9.                       | „Abcd” (oraz White 2115)                 | 3:56                     |
| 10.                      | „Dystans”                                | 3:12                     |
| 11.                      | „Ten trueschoolowy” (oraz Jan-Rapowanie) | 2:51                     |
| 12.                      | „Ballada”                                | 3:14                     |
| 13.                      | „Przyjacielu export”                     | 2:12                     |
|                          |                                          | 37:41                    |

## Pozycja na liście sprzedaży

### Pozycja na liście tygodniowej
| Kraj   | Lista (2018)  | Najwyższa pozycja |
| ------ | ------------- | ----------------- |
| Polska | OLiS – albumy | 6                 |